# 850 років м. Снятин (монета)
«850 ро́ків м. Сня́тин» — ювілейна монета номіналом 5 гривень, випущена Національним банком України. Присвячена мальовничому місту старовинного Покутського краю, розташованому на лівому березі р. Прут — місту Снятину — районному центру Івано-Франківської області. Снятин уперше згадується в 1158 році як місто Галицького князівства (Іпатіївський літопис), у 1448 році місту надано Магдебурзьке право.
Монету введено в обіг 26 червня 2008 року. Вона належить до серії «Стародавні міста України».

## Опис монети та характеристики
| Номінал грн. | Метал      | Маса, г | Діаметр, мм | Якість виготовлення       | Гурт     | Тираж, штук |
| ------------ | ---------- | ------- | ----------- | ------------------------- | -------- | ----------- |
| 5            | нейзильбер | 16,54   | 35,0        | спеціальний анциркулейтед | рифлений | 45 000      |

### Аверс
На аверсі монети зображено вершника — воєводу Костянтина Сірославовича — засновника міста, праворуч і ліворуч від якого — стилізований покутський орнамент, угорі — малий Державний Герб України та напис «НАЦІОНАЛЬНИЙ»/«БАНК УКРАЇНИ», унизу — «5 ГРИВЕНЬ»/«2008», логотип Монетного двору Національного банку України (праворуч).

### Реверс

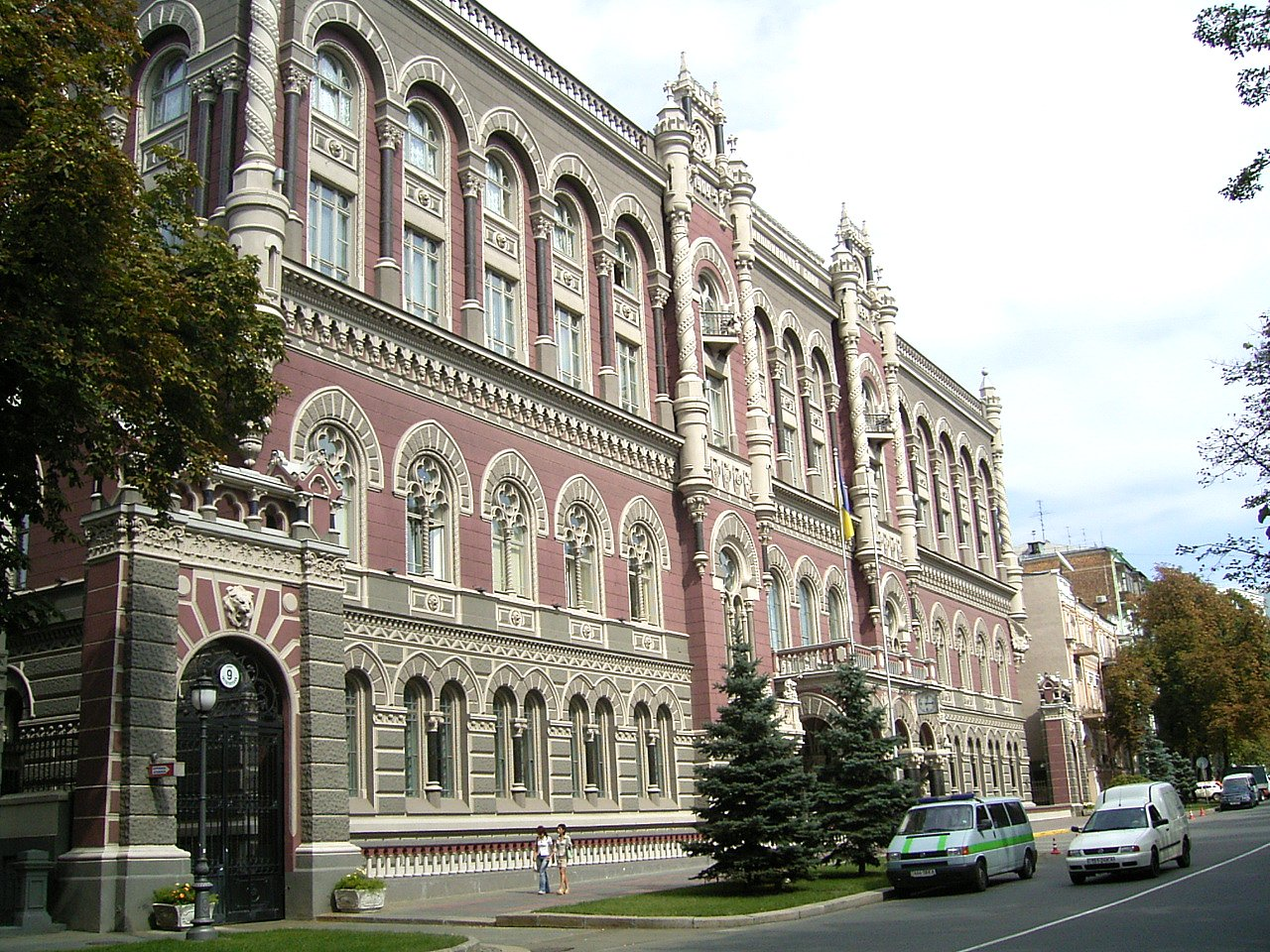
Будівля Національного банку України

На реверсі монети розміщено стилізовану композицію, ліворуч — міську ратушу, герб міста та праворуч — архітектурний фрагмент ратуші зі скульптурою орла, над яким напис — «СНЯТИН», а нижче — «850»/«РОКІВ».

## Автори
- Художник — Святослав Іваненко.
- Скульптор — Святослав Іваненко.

## Вартість монети
Ціна монети — 20 гривень, була вказана на сайті Національного банку України у 2013 році.
Фактична приблизна вартість монети, з роками змінювалася так:
| Рік        | 2010 | 2011 | 2012 | 2013 | 2014 | 2015 | 2016 | 2017 | 2018 | 2019 | 2020 | 2021 | 2022 | 2023 | 2024 | 2025 |
| ---------- | ---- | ---- | ---- | ---- | ---- | ---- | ---- | ---- | ---- | ---- | ---- | ---- | ---- | ---- | ---- | ---- |
| Ціна, грн. | 25   | 25   | 25   | 30   | 35   | 40   | 55   | 60   | 70   | 75   | 75   | 80   | 90   | 135  | 190  | 210  |